# 攀緣蘭屬
树兰属，也叫攀缘兰属，在园艺贸易中缩写为Epi，是兰科的一个新热带界大型属，有超过1500 个物种，一些作者将其描述为一个巨型属。该属名称来自希腊语επί（转写为epi）和δένδρον（转写为dendron），意为“在树上”，是指其附生生长习性。
当卡尔·林奈于1763年命名该属时，他将他所知的所有附生兰花都包括在该属中。尽管这些兰花中很少有仍然包含在树兰属中，但树兰属的一些物种不是附生的。

## 分布和生态
它们原产于美洲大陆的热带和亚热带地区，从北卡罗来纳州到阿根廷。它们的栖息地可以是附生的、陆生的（例如E. fulgens），甚至是岩生的（生长在裸露的岩石上，例如E. calanthum和E. saxatile）。许多物种生长在安第斯山脉，海拔在1,000到3,000米之间。它们的栖息地包括潮湿的丛林、干燥的热带森林、向阳的草坡、凉爽的云雾林和沙障岛。
这个属的物种可能是受干扰栖息地的积极入侵物种，而且曾经在这个属中稀有的许多物种已经由于人类活动而变得更加普遍。例如，由于道路建设，这些植物中的一些可以在其原生范围内沿着道路大量生长。
这属的许多品种在含有一些沙子的富含腐殖质的堆肥中相对容易生长。这些植物在形态和习性上类似于石斛属，尽管它们倾向于陆生而非岩生和附生，并且在富含腐殖质和通气良好的基质中生长得更好。
大多数来自云雾林的高海拔的该属成员都无法在其栖息地以外的地方种植。据报道，即使将植物从栖息地的同一寄主树上的一个位置移动到另一个位置，也会导致植物死亡，这可能是由于依赖于特定的菌根真菌共生体。

## 特征
该属的花朵大小和外观各不相同。它们生长成簇状，总状花序，有时呈伞房花序或圆锥花序。花的顶部、侧面或底部大多为中小尺寸，通常不显眼。花序通常密集。许多物种都有香味。这些花可能只开一次，也可能在几年内从相同的或新的花序开出。果实程椭圆形3棱囊。
该属具有以下特点：
- 纵隔上有一个裂口的长喙，分泌出一种透明或白色黏稠液体。
- 唇瓣常常是有边缘的，粘合在柱的顶部（形成一个蜜管（但很少分泌蜜）），延伸穿过花梗。唇瓣不完全粘合在柱的顶端的物种被分离成单独的附柱兰属。
- 每个花粉器（pollinarium）包含四个花粉块（pollinium），有时两个，很少八个，然后四个非常减少。
- 直立、下垂或匍匐的茎类似芦苇、单一的或分枝的，或者可能是假鳞茎或加粗的茎。 （最近从树兰属分离出来的Coilostylis属有假鳞茎，是一个人工属，经不起分子分析）

## 异名

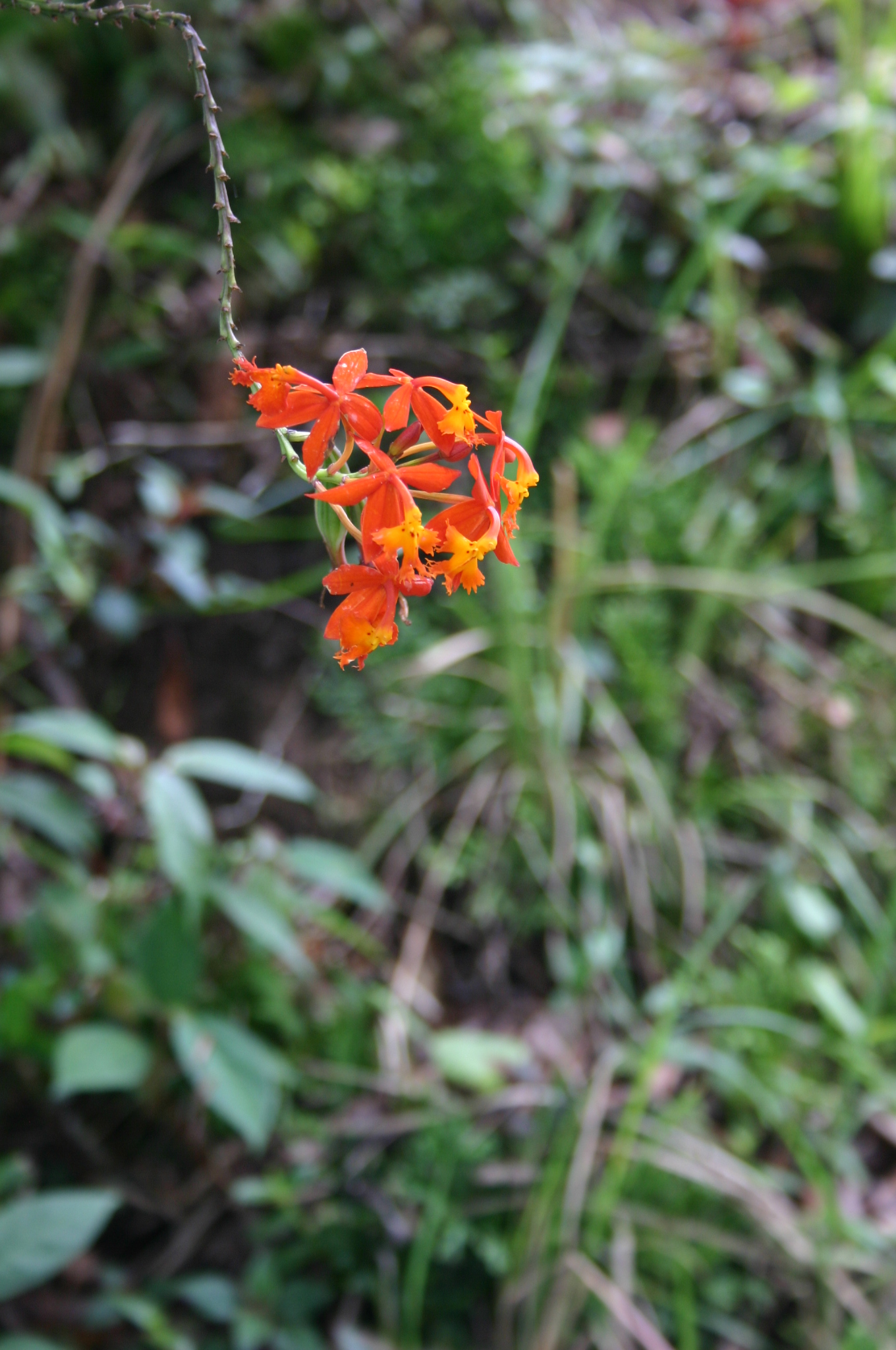
Epidendrum radicans in the wild.

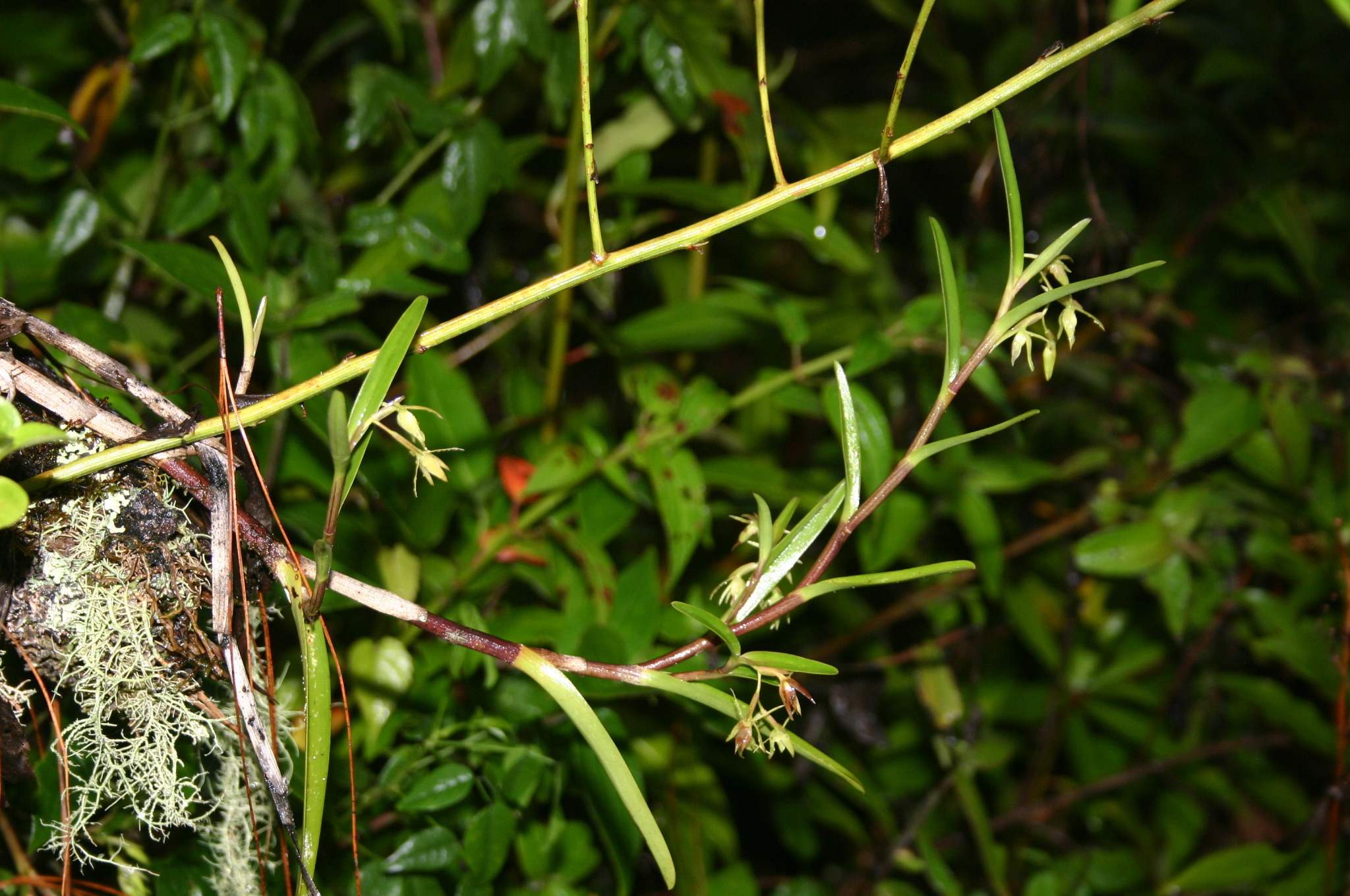
Epidendrum sp. in the wild.

最初，欧洲的分类学家将树兰属用于所有新发现的附生兰花。但逐渐地，许多“树兰属”被认为具有不同的特征及应该有不同的属名，许多属于不同的族或亚族（例如万代兰属）。然而，要增加混乱的是，许多相关物种的描述都是以不同的属名发表的。
如果这些出版物引起的混乱还不够大，还有许多紧密相关的属（或亚属、组、亚组）被认为并发表了。根据现代分类学的规则，从树兰属中拆分出的每个新属都必须使用该新属最早发表的成员的名称为属名。因此，许多被合并到树兰属中的属后来又被分离出来。由于大多数决定基于专家的知情意见，因此分离的分类单元经常被重新发布为异名。因此，以下一些信息可能会有些矛盾，特别是将两个名称为“异名”的声明误解为这两个名称的含义完全相同。
以下为树兰属的异名：
- Amphiglottis Salisb.
- Auliza Small
- Coilostylis Raf.
- Didothion Raf.
- Diothonea Lindl.
- Dothilophis Raf.
- Doxosma Raf.
- Epicladium Small
- Epidanthus L.O.Williams
- Epidendropsis Garay & Dunst.
- Exophya Raf.
- Hemiscleria Lindl.
- Kalopternix Garay & Dunst.
- Lanium (Lindl.) Benth.
- Larnandra Raf.
- Microepidendrum Brieger (无效名称)
- Minicolumna Brieger (无效名称)
- Nanodes Lindl.
- Neolehmannia Kraenzl.
- Neowilliamsia Garay
- Nyctosma Raf.
- Phadrosanthus Neck. ex Raf.
- Physinga Lindl.
- Pleuranthium Benth.
- Pseudepidendrum Rchb.f.
- Psilanthemum Klotzsch ex Stein (1892)
- Seraphyta Fisch. & C.A.Mey.
- Spathiger Small
- Stenoglossum Kunth
- Tritelandra Raf.

从树兰属中分离（或恢复）的属包括如下：
- 章鱼兰属 Anacheilium (Lindl.) Withner & P.A.Harding (2004). - 该属包含 50 多个物种，从附柱兰属、围柱兰属和树兰属重新分类。
- 朱虾兰属 Barkeria
- 裂床兰属 Dimerandra，别名丰堇兰属
- 双角兰属 Caularthron
- Coilostylis (Raf.)Withner & Harding
- 围柱兰属 Encyclia - 这是另一个与树兰属不同的“巨型属”，因为植物大多是假球根状的，并且唇“环绕”柱状，而不是贴生。与树兰属一样，新的属已经并且可能会继续从该属中分离出来。
- 笼唇兰属 Euchile (Dressler & G.E. Pollard) C.L. Withner (1998) - 是从围柱兰属的一个组分离而来的，有两个物种。
- 小链兰属 Hormidium Lindl. ex Heynh - 布里格将其描述为唇缘紧贴柱的近端部分。布里格将100多个物种归入该属。 （林德利不确定这是属、亚属还是科。）Withner和Harding最近将另外两个物种转移到这个属中：一个来自树兰属，一个来自围柱兰属。
- 锥叶兰属 Microepidendrum Brieger ex W.E.Higgins (2002)
- 侏树兰属 Nanodes
- 紫疣兰属 Oerstedella Rchb.f.
- 礼裙兰属 Oestlundia W.E.Higgins (2002)
- 翻蛸兰属 Panarica Withner & P.A.Harding (2004) - 包含六个物种，一些来自附柱兰属，一些来自树兰属
- Pollardia Withner & P.A.Harding (2004) - 包含十七种，一些来自附柱兰属，一些来自树兰属。
- 附柱兰属 Prosthechea - 这个有争议的属包含“海扇壳兰花”（cockleshell orchids），唇贴在柱子上，仅在顶端的一半左右，并且“环绕”柱子的末端。该属的大部分物种长期归类于围柱兰属。该属的某些物种已被列入章鱼兰属和翻蛸兰属。
- 假围柱兰属 Pseudencyclia Chiron & V.P.Castro (2003)
- 蝶唇兰属 Psychilis

## 亚属
- Epidendrum subg. Amphiglottium
- Epidendrum subg. Aulizeum
- Epidendrum subg. Epidendrum
- Epidendrum subg. Hormidium
- Epidendrum subg. Pleuranthium
- Epidendrum subg. Spathium